# Dia Luca
Dia Maria Luca (* 13. April 1912 in Karansebesch, Österreich-Ungarn; † 15. August 1975 in Wien) war eine österreichische Tänzerin, Ballettmeisterin und Tanzpädagogin.

## Leben
Luca besuchte ein Realgymnasium und erhielt vom vierten Lebensjahr an Tanzunterricht. Nach ihrer Abschlussprüfung am Pädagogium Wien im Jahr 1930 studierte sie Tanz bei Toni Birkmeyer, Harald Kreutzberg und Grete Wiesenthal.
1938 trat sie erstmals als Gruppentänzerin an der Volksoper Wien auf und wurde im selben Jahr zugleich als Solotänzerin engagiert. 1939 gab sie hier ihr Debüt als Ballettmeisterin bei einer Aufführung der Operette Die Fledermaus. 1942 wechselte sie als Ballettmeisterin an das Stadttheater Brünn, bevor sie 1944 nach Wien zurückkehrte.
Seit 1947 wirkte Luca an verschiedenen Operettenbühnen in Wien und gründete ihre eigene Ballettschule. Von 1952 bis 1972 war sie abermals Ballettmeisterin an der Volksoper. Mit ihrer eigenen Tanzgruppe, dem Ballett Dia Luca, gastierte sie in mehreren Ländern sowie bei den Bregenzer Festspielen. Bei zahlreichen Film- und Fernsehproduktionen war sie für die Choreografie zuständig, darunter für die Ballettdarbietungen beim Neujahrskonzert der Wiener Philharmoniker.